# Das wunderbare Haar
Das wunderbare Haar ist ein serbisches Volksmärchen (AaTh 313: Magische Flucht) von Vuk Karadžić.

## Handlung
Ein armer Mann mit vielen Kindern dachte darüber nach, sie alle umzubringen, da er sie nicht mehr ernähren konnte. Da erschien ihm in einem Traum ein Kind, das ihm sagte, was er tun müsse, um zu Reichtum zu gelangen. Sodann ging er in den Wald, wo er einem Strom bis zu dessen Quelle folgte, an der er ein Mädchen entdeckte, dem gegenüber er aber kein Wort sagte, damit sie ihn nicht behexe. Dieses neigte dann ihr Haupt hernieder, sodass er es kraulen konnte, und so suchte er nach einem roten Haar, das er ausriss, um sogleich damit davonzueilen. Das Mädchen nahm daraufhin die Verfolgung auf, und da sie schneller als der Mann war, warf dieser nacheinander drei Gegenstände auf den Boden, die er nach dem Traum unter seinem Kopfkissen gefunden hatte. Durch ein gesticktes Halstuch und ein rotes Sacktuch konnte er sich zweimal einen Vorsprung verschaffen, der hingeworfene Spiegel aber stoppte das Mädchen endlich, da es sich zu lang in ihn vertiefte, und so kam der Mann glücklich heim. Das rote Haar verkaufte er dann dem Kaiser für eintausend Goldstücke, der es behutsam spaltete und in ihm eine Menge Wissen aus alten Zeiten fand. Der Mann verbrachte fortan ein glückliches Leben, zusammen mit seiner Familie. Das Kind aus seinem Traum aber war ein Engel gewesen, der von Gott gesandt wurde, da dieser dem armen Mann helfen und die Geheimnisse der alten Zeiten offenbaren wollte.

## Versionen und Hintergrund
Das Märchen stammt aus Karadžićs Volksmärchen der Serben (Berlin 1854, Nr. 31) und wurde von Vuk und Ana Vrčević in der Gegend von Kotor aufgezeichnet. Im Deutschen erhielt es die Titel Das wunderbare Haar und Das wundersame Haar.